# Robert A. Kann
Robert Adolf Kann (* 11. Februar 1906 in Wien, Österreich-Ungarn; † 30. August 1981 ebenda) war ein österreichisch-US-amerikanischer Jurist, Historiker und wissenschaftlicher Autor, der sich vor allem mit der Geschichte der Habsburgermonarchie beschäftigte.

## Leben
Sein Vater Leo Kann war leitender Angestellter in der Textilindustrie. Robert A. Kann studierte Rechtswissenschaft an der Universität Wien und erwarb 1930 das Doktorat. Er trat als Rechtsanwaltsanwärter in den Justizdienst ein und begann parallel dazu ein Geschichtsstudium. Seine Lehrer waren Srbik, Bibl und Přibram.
1937 heiratete er Marie Breuer (* 1907), die Enkelin von Josef Breuer. Kann und Marie Breuer-Kann, selbst Juristin, verloren nach dem „Anschluss“ im März 1938 ihre Anstellungen, mussten emigrieren und flogen im Juli 1938 über Zürich und Paris nach London. Im Januar 1939 reisten Kann und seine Frau dank einer Bürgschaft (Affidavit) von Sigmund Freud per Schiff in die Vereinigten Staaten.

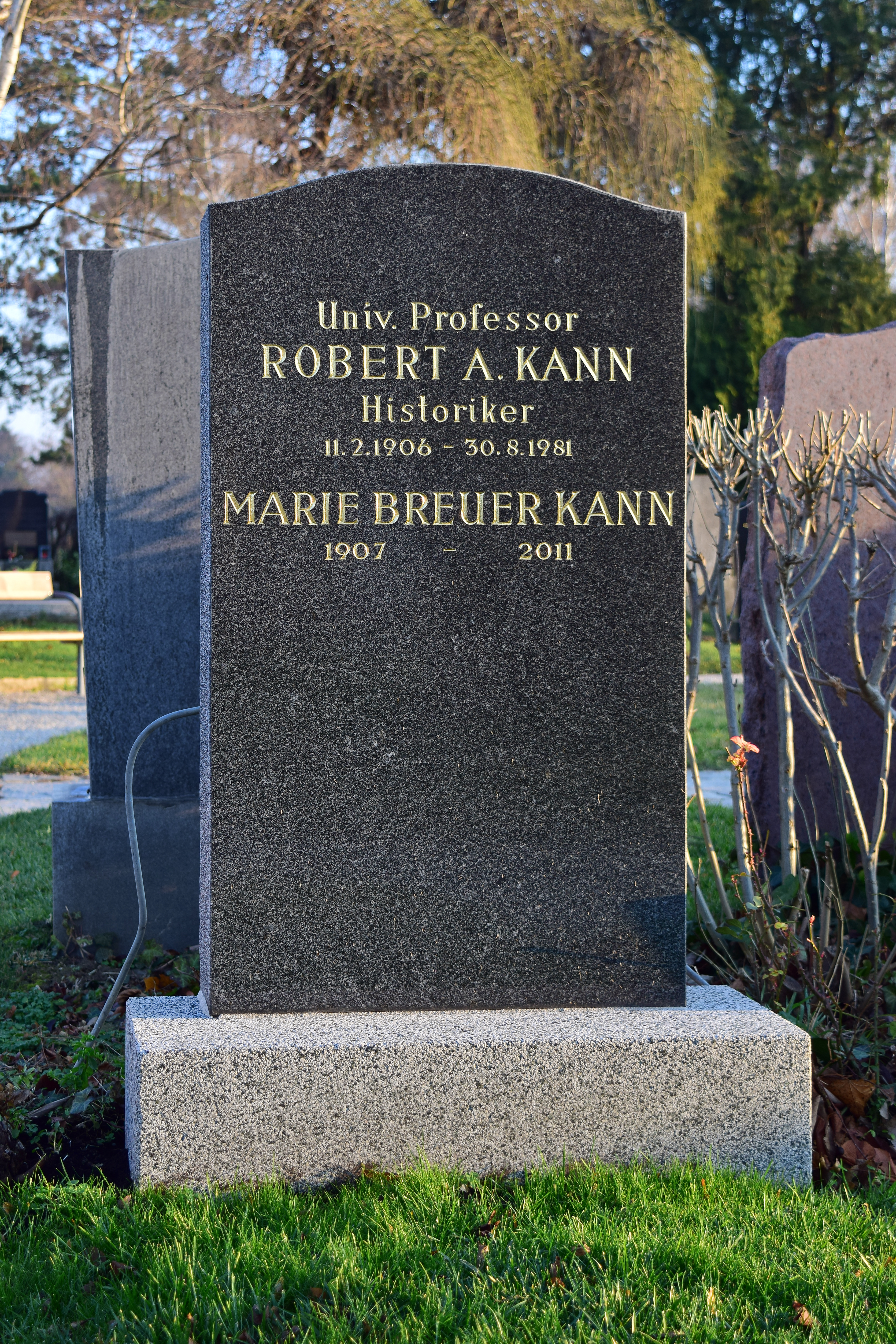
Ehrengrab auf dem Wiener Zentralfriedhof

In New York besuchte Kann einen Bibliothekarskurs. Er unterrichtete ab 1941 an der historischen Schule des  Institute of Advanced Studies in Princeton, New Jersey, schrieb erste wissenschaftliche Arbeiten und promovierte 1946 an der Columbia University in Geschichte. 1947 hielt er Vorlesungen an der Rutgers University und wurde 1956 an dieser Universität ordentlicher Professor. In Princeton kamen die Kinder Peter (* 1942) und Marilyn (* 1948) zur Welt. Gefördert durch den Bankier Max Warburg veröffentlichte er 1950 sein erstes wichtiges Werk The Multinational Empire. 1950 kam er erstmals wieder zurück nach Wien, um im Haus-, Hof- und Staatsarchiv die Korrespondenz von Franz Ferdinand auszuwerten. Er wurde korrespondierendes Mitglied der Österreichischen Akademie der Wissenschaften und trat 1974/75 eine Gastprofessur in Wien an.
Kanns Werk verließ mit seiner multinationalen Betrachtung der Habsburgermonarchie die in der damaligen österreichischen Geschichtsschreibung vorherrschende deutschzentralistische Perspektive.
1972 wurde ihm die Ehrendoktorwürde Universität Salzburg verliehen. 1975 wurde Robert A. Kann der Preis der Stadt Wien für Geisteswissenschaften verliehen.
Sein Ehrengrab befindet sich am Wiener Zentralfriedhof (Gruppe 40, Nummer 144).

## Schriften (Auswahl)

### Englisch
- The Multinational Empire. Nationalism and National Reform in the Habsburg Empire. Band 1: Empire and nationalities. Band 2: Empire reform. Columbia University Press, New York 1950.
- The problem of restoration. A study in comparative political history. University of California Press, Berkeley (Cal.) 1968.
- A History of the Habsburg Empire, 1526–1918. University of California Press, Berkeley (Cal.) 1980, ISBN 0-520-04206-9.
- Stanley B. Winters (Hrsg.): Economic Growth and the impact of the dual alliance in the Habsburg monarchy: essays honoring Robert A. Kann on his 75th birthday. Tempe (Arizona) 1980 (=East Central Europe, 7,2).
- mit Zdeněk V. David (Hrsg.): The peoples of the Eastern Habsburg Lands, 1526–1918. University of Washington Press 1984, ISBN 0-295-96095-7.
- Stanley B. Winters (Hrsg.): Dynasty, politics and culture. Selected essays. Social Science Monographs, Boulder (Col. 1991), ISBN 0-88033-223-9. (Mit einer Bibliographie Kanns S. 407–419.)

### Deutsch
- Das Nationalitätenproblem der Habsburgermonarchie. Geschichte und Ideengehalt der nationalen Bestrebungen vom Vormärz bis zur Auflösung des Reiches im Jahre 1918. Band 1: Das Reich und die Völker. Band 2: Ideen und Pläne zur Reichsreform. Böhlau, 2. Auflage, Graz/Wien 1964.
- (Hrsg.): Marie von Ebner-Eschenbach, Josef Breuer: Ein Briefwechsel 1889–1916. Bergland-Verlag, Wien 1969.
- Die Restauration als Phänomen in der Geschichte. Styria, Graz/Wien/Köln 1974, ISBN 3-222-10779-3.
- (Hrsg.): Deutschland und Österreich. Ein bilaterales Geschichtsbuch. Jugend und Volk, Wien 1980, ISBN 3-7141-6551-7.
- Geschichte des Habsburgerreiches 1526 bis 1918. Übersetzung Dorothea Winkler. Böhlau, 3. Auflage, Wien 1993, ISBN 3-205-98178-2.